# Blanka Lipińska
Blanka Lipińska (* 22. července 1985 Pulawy, Polsko) je polská kosmetička a spisovatelka. Proslavila se erotickou trilogií 365 dní. Podle první z knih vznikl v roce 2020 stejnojmenný film, k němuž napsala scénář a objevila se v něm v malé roli, následující knihy byly zfilmovány v roce 2022.

## Životopis
Narodila se ve městě Pulawy v jihovýchodním Polsku, do rodiny Malgorzaty a Grzegorze Lipińských. Po ukončení střední školy získala
bakalářský titul v oboru kosmetologie.
Před spisovatelskou kariérou také pracovala jako hypnotizérka. Ve volném čase se věnuje fitness a plachtění.
Její tři knihy ze série 365 dni vyšly v polštině v letech 2018 až 2019. Události ve všech třech knihách se odehrávají během několika měsíců. Lipińska uvedla, že inspiraci pro své erotické knihy nalezla v trilogii Padesát odstínů šedi a během výletu na Sicílii.